# Jezioro Sępoleńskie
Jezioro Sępoleńskie – jezioro przepływowe w woj. kujawsko-pomorskim, w powiecie sępoleńskim, w gminie Sępólno Krajeńskie.

## Charakterystyka
Według regionalizacji fizycznogeograficznej Polski jezioro położone jest na Pojezierzu Północnokrajeńskim, natomiast jego południowe fragmenty – na Pojezierzu Południowokrajeńskim. Z jeziora wypływa rzeka Sępolenka, która jest dopływem Brdy. Wschodni brzeg jeziora stanowi granicę obszaru miasta Sępólno Krajeńskie. Wzdłuż wschodniego brzegu jeziora przebiegają ulice: Chojnicka, część T. Kościuszki, Pl. Wolności (Stary Rynek), które stanowią ciąg drogi krajowej nr 25, jak również ulice: Promenada, Leśna, Radosna, Jeziorna oraz Na Skarpie.
Wsie położone nad Jeziorem Sępoleńskim: Dziechowo, Piaseczno, Wiśniewka.

## Dane morfometryczne
Powierzchnia zwierciadła wody według różnych źródeł wynosi od 156,3 ha przez 157,5 ha do 159 ha.
Zwierciadło wody położone jest na wysokości 112,8 m n.p.m. Średnia głębokość jeziora wynosi 4,8 m, natomiast głębokość maksymalna 10,9 m.
W oparciu o badania przeprowadzone w 2006 roku wody jeziora zaliczono do III klasy czystości i III kategorii podatności na degradację. Do III klasy czystości zaliczono wody jeziora także podczas badań w 1998 i 1986 roku.